# مات أودود
مات أودود (بالإنجليزية: Matthew O'Dowd)‏ هو منافس ألعاب قوى بريطاني، ولد في 15 أبريل 1976.

## وصلات خارجية
- مات أودود على موقع الاتحاد الدولي لألعاب القوى (الإنجليزية)
- مات أودود على موقع أوليمبيديا (الإنجليزية)
- مات أودود على موقع اللجنة الأولمبية البريطانية (الإنجليزية)
- مات أودود على موقع اتحاد ألعاب الكومنولث (مؤرشف) (الإنجليزية)